# 2020年の選挙
2020年の選挙では、2020年に世界で予定されている選挙について記述する。 なお、この記事の内容については、国際選挙制度財団がインターネット上で公開しているほか、全米民主国際研究所も政府が機能している国々の選挙予定をカレンダーとしてまとめている。
- 2020年国際連合安全保障理事会非常任理事国選挙（英語版）

## アフリカ
- 2020年ブルキナファソ総選挙（英語版）
- 2020年ブルンジ大統領選挙（英語版）
- 2020年ブルンジ国会議員選挙（英語版）
- 2020年中央アフリカ大統領選挙（英語版）
- 2020年コモロ国会議員選挙（英語版）
- 2020年エジプト国会議員選挙（英語版）
- 2020年エチオピア総選挙（英語版）
- 2020年ガーナ総選挙（英語版）
- 2020年ギニア大統領選挙（英語版）
- 2020年コートジボワール大統領選挙（英語版）
- 2020年セーシェル大統領選挙（英語版）
- 2020年ソマリア国会議員選挙（英語版）
- 2020年スーダン総選挙（英語版）
- 2020年タンザニア総選挙（英語版）
- 2020年トーゴ大統領選挙（英語版）

## アジア
- 1月11日 - 2020年中華民国総統選挙・第十回中華民国立法委員選挙
- 4月15日 - 2020年大韓民国国会議員選挙
- 9月 - 2020年香港立法会議員選挙（英語版）
- 2020年インドネシア地方選挙（英語版）
- 2020年キルギス国会議員選挙（英語版）
- 2020年モンゴル国国家大会議議員選挙（英語版）
- 2020年ミャンマー連邦議会総選挙（英語版）
- 2020年シンガポール通常選挙（英語版）
- 2020年タジキスタン大統領選挙（英語版）
- 2020年タジキスタン議会選挙（英語版）
- 11月まで - 2020年スリランカ国会議員選挙（英語版）

## ヨーロッパ
- 2020年アゼルバイジャン国民議員選挙（英語版）
- 2020年ベラルーシ大統領選挙
- 2020年クロアチア国会議員選挙（英語版）
- 2020年フランス市議会議員選挙
- 2020年フランス上院議員選挙（英語版）
- 2020年ジョージア国会議員選挙（英語版）
- 2020年ギリシャ大統領選挙（英語版）
- 2020年アイスランド大統領選挙（英語版）
- 2020年リトアニア国会議員選挙（英語版）
- 2020年北マケドニア国会議員選挙（英語版）
- 2020年モルドバ大統領選挙（英語版）
- 2020年モンテネグロ国会議員選挙（英語版）
- 2020年ポーランド大統領選挙（英語版）
- 2020年ルーマニア国会議員選挙（英語版）
- 2020年セルビア国民議会議員選挙（英語版）
- 2月29日 - 2020年スロバキア国民議会議員選挙（英語版）
- 2020年イギリス地方選挙（英語版）

## 北アメリカ
- 1月9日 - 2020年オランダ領シント・マールテン総選挙（英語版）
- 2020年ベリーズ国民議会選挙（英語版）
- 2020年ドミニカ共和国総選挙（英語版）
- 6月7日 - 2020年メキシコ地方選挙（英語版）[1]
- 2020年セントクリストファー・ネイビス国民議会議員選挙（英語版）
- 2020年セントビンセント及びグレナディーン諸島国会議員選挙（英語版）
- 2020年トリニダード・トバゴ総選挙（英語版）
- 11月3日まで - 2020年アメリカ合衆国大統領選挙
- 11月3日 - 2020年アメリカ合衆国州知事選挙（英語版）
- 11月3日 - 2020年アメリカ合衆国下院議員選挙（英語版）
- 11月3日 - 2020年アメリカ合衆国上院議員選挙（英語版）

## 南アメリカ
- 2020年ペルー共和国議会議員選挙（英語版）
- 2020年ボリビア大統領選挙（英語版）
- 2020年ブラジル市議会議員選挙（英語版）
- 3月26日 - 2020年フォークランド諸島における選挙制度改定の是非を問う国民投票（英語版）
- 2020年ガイアナ総選挙（英語版）
- 2020年スリナム総選挙（英語版）
- 2020年ベネズエラ国民議会議員選挙（英語版）

## 中東
- 2020年イラン国会議員選挙（英語版）
- 3月2日 - 第23回イスラエル議会総選挙
- 2020年ヨルダン国会議員選挙（英語版）
- 2020年クウェート総選挙（英語版）
- 2020年シリア人民議会選挙（英語版）

## オセアニア
- 8月22日 - 2020年オーストラリア北部準州総選挙（英語版）
- 8月17日 - 2020年オーストラリア首都特別地域総選挙（英語版）
- 8月31日 - 2020年オーストラリアクイーンズランド州議会議員選挙（英語版）
- 5月2日 - 2020年オーストラリアタスマニア州議会議員選挙（英語版）
- 3月 - 2020年ミクロネシア連邦チューク州独立の是非を問う国民投票（英語版）
- 2020年キリバス大統領選挙（英語版）
- 2020年ニウエ国会議員選挙（英語版）
- 2020年ニュージーランド総選挙
- 2020年ニュージーランドにおける大麻の個人使用合法化の是非を問う国民投票（英語版）
- 2020年ニュージーランドにおける安楽死合法化の是非を問う国民投票（英語版）
- 2020年パラオ総選挙（英語版）
- 2020年バヌアツ国会議員選挙（英語版）